# Koningskerk (Amsterdam)
De Koningskerk is een kerk in de Amsterdamse wijk Watergraafsmeer. Ze bevindt zich aan de Van 't Hofflaan.
De Koningskerk werd tussen 1954 (eerste paal augustus/september 1954) en 1956 (de toren staat in januari nog in de steigers; inwijding 21 maart 1956) gebouwd als gereformeerde kerk. De kerk is gebouwd in modernistische stijl. Architecten waren Wouter van de Kuilen en Cornelis Trappenburg, die voornamelijk in en rond Hilversum hun sporen hebben achtergelaten. Opvallend aan het doosvormige bakstenen gebouw met sobere losstaande en hoge toren zijn de grote (en een van de eersten in Nederland) glas-in-betonwanden ontworpen door Berend Hendriks, uitgevoerd door atelier Huub Loontjens. Doordat het glas dikker is dan bijvoorbeeld bij glas-in-loodramen heeft het een afwijkende lichtval en meer onregelmatigheden en verontreinigingen. Een van de zijwanden geeft een ruiter weer die een zevenkoppige draak te lijf gaat ofwel Christus (Koning der Koningen) tegenover Satan; een andere wand een engel met papyrusrol. Beide grote werken moesten ingepast worden in een structuur van rechthoekige betonplaten waaruit de gevels bestaan. Aan de buitenzijde geeft het volgens sommigen het uiterlijk van een kruiswoordraadsel.
Het orgel stamt uit 1960 en werd gebouwd door Mense Ruiter te Groningen. De architecten van de kerk wilden de pijpen niet zichtbaar in het orgelfront zien. Dit gaf meningsverschil met de orgelbouwer die dat wél wilde. Uiteindelijk werden de pijpen zichtbaar aangebracht maar kreeg de architect het recht om -indien gewenst- dit later aan te passen. Dat bleek niet nodig. In de 21e eeuw was het orgel aan herstelwerkzaamheden toe.
Sinds 1994 wordt de kerk gebruikt door de Evangelische Broedergemeente. Als zodanig komen er veel mensen uit de Surinaamse gemeenschap. De baksteenwanden van het interieur zijn rond dat jaar wit geschilderd.
In circa 2008 werd het gebouw vermeld in de Top100 van het naoorlogs erfgoed; een lijst die diende om in te schatten of een gebouw in aanmerking kwam voor gemeentelijk monument dan  wel rijksmonument. Niet veel later werd het tot gemeentelijk monument verklaard.
De kerk moet niet verward worden met de Christus Koningkerk aan de James Wattstraat, eveneens in Amsterdam Oost/Watergraafsmeer.

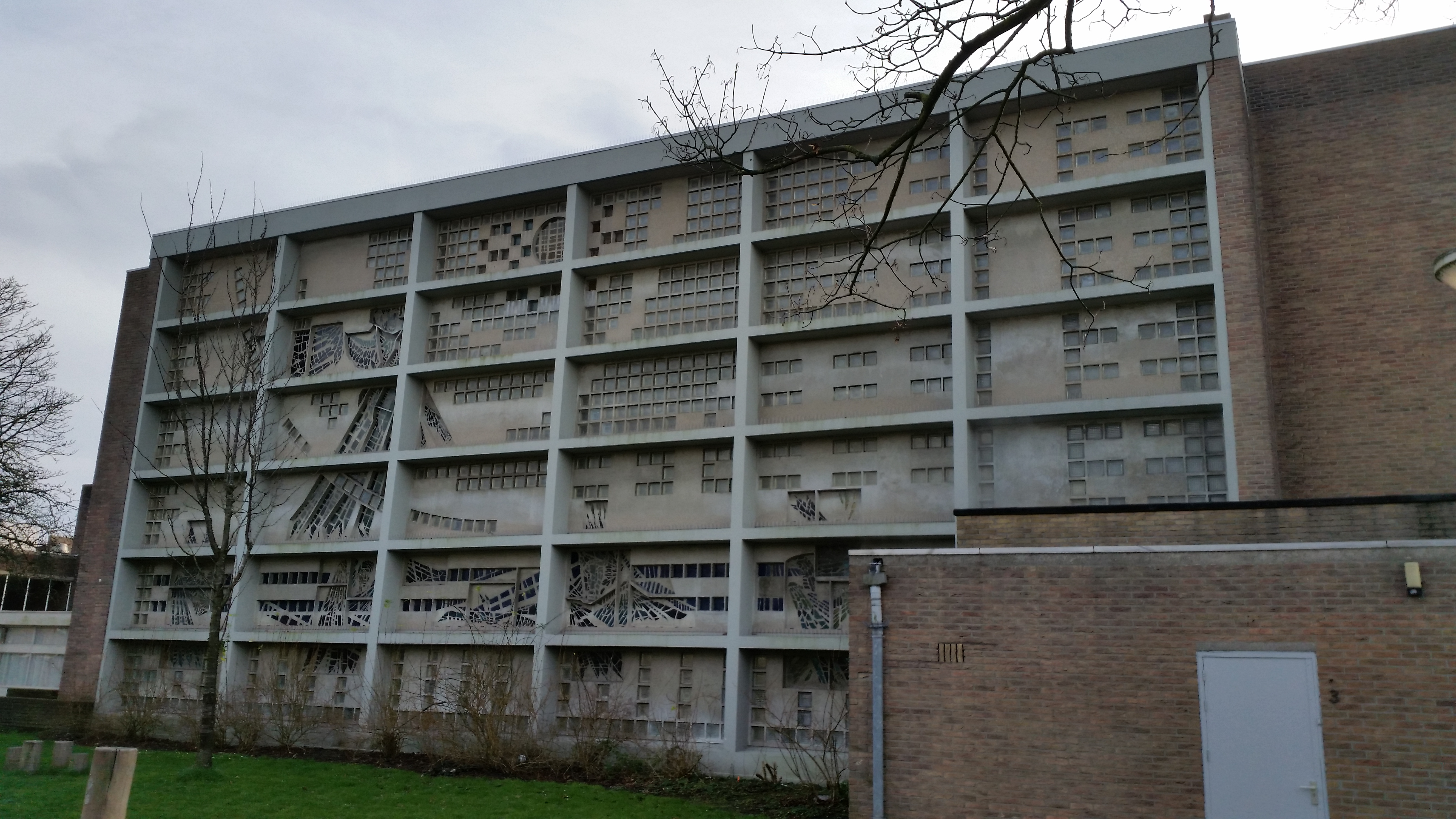
Glas-in-beton wanden van Berend Hendriks. Achtergevel van Koningskerk (januari 2020)

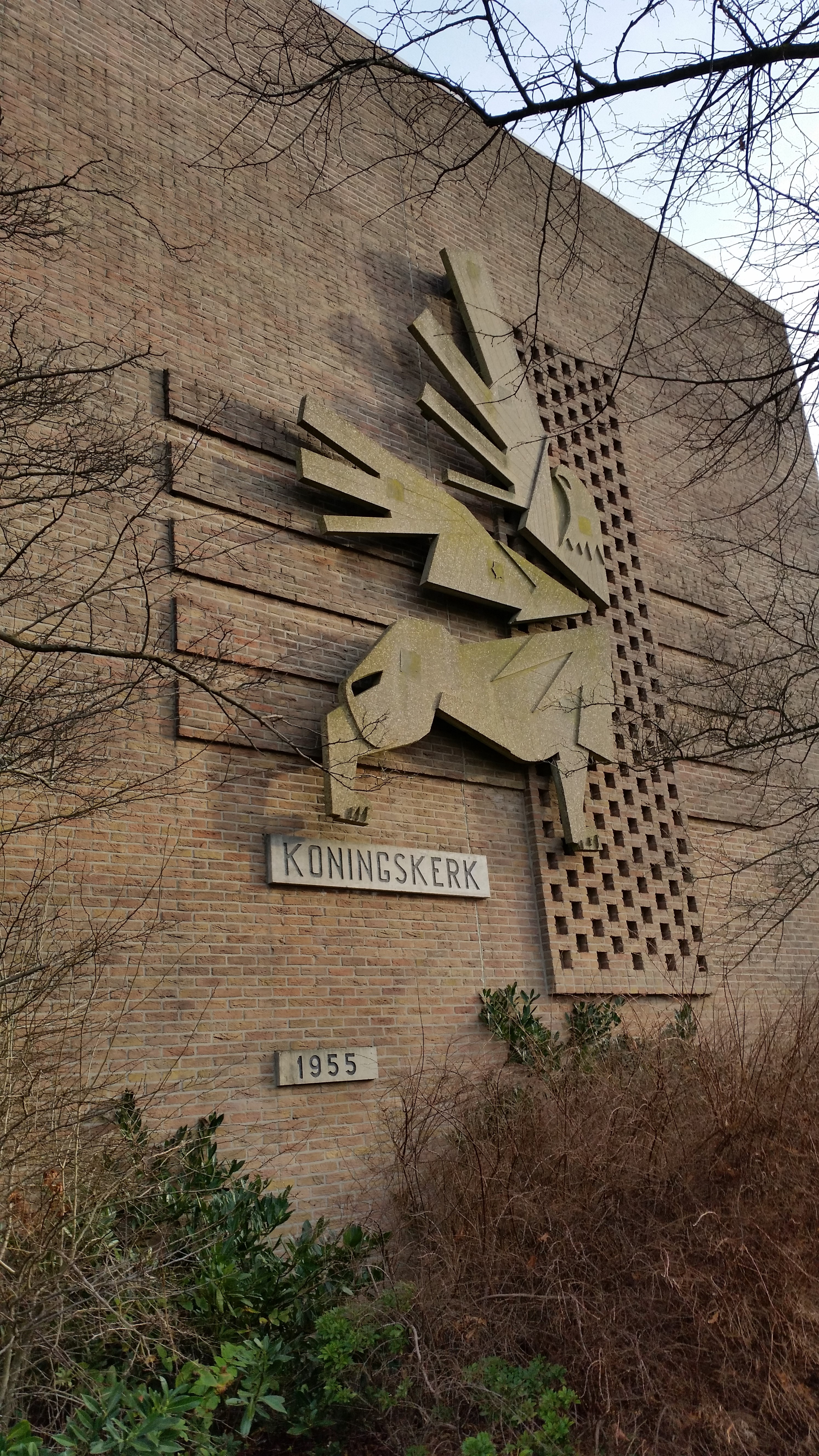
Griffioen, beton-plastiek van Berend Hendriks. Zijgevel van Koningskerk (januari 2020)